# Grid Systems Corporation
Grid Systems Corporation — американская корпорация, основанная в январе 1979 года Джоном Элленби, который оставил свою работу в Xerox Parc и присоединился к Глену Иденсу, Дейву Полсену и Биллу Моггриджу, чтобы сформировать одну из первых компаний-невидимок в Кремниевой долине. Компания стала публичной в марте 1981 года.
Название «GRiD» с необычной строчной буквой «i» в середине было результатом дискуссии между Джоном Элленби, Гленном Иденсом и женой Джона Элленби, Джиллиан Элленби, которая выдвинула окончательный выбор. Строчная буква «i» была благодарностью Intel за помощь в первые дни.
GRiD разработал и выпустил несколько новаторских идей:
- Первый портативный компьютер. Продавался исключительно для руководителей.
- GRiD Compass 1100, первый ноутбук-раскладушка.
- Запатентован дизайн ноутбука «раскладушка».
- Первый переносчик для использования независимой пузырьковой памяти.
- GRiD-OS представляла собой многозадачный текстовый пользовательский интерфейс и операционную систему.
- Первое использование электро-люминесцентных дисплеев в портативный компьютерах.
- Первое использование процессоров Intel 8086 и 8087 с плавающей запятой в коммерческом продукте.
- Пионер концепция «шины» для подключения периферийных устройств (с использованием GPIB).
- Первый компьютер с полностью функциональным телефоном и телефонной трубкой.
- Первым коммерчески доступным портативным компьютером планшетного типа был GRiDPad, выпущенный в сентябре 1989 года. Его операционная система была основана на MS-DOS.
- GRiD Compass 1101 был первым ноутбуком в космосе. Требуется специальная модификация, чтобы добавить вентилятор для вытягивания воздуха через корпус. Впоследствии GRiD 1530 полетел на STS-29 в марте 1989 года.
- OldComputers.net назвал GRID Compass 1101 1982 года «дедушкой всех современных ноутбуков». Он имел 256 КБ ОЗУ, процессор 8086, экран 320x240 и 384 КБ внутренней «пузырьковой памяти», которая удерживала данные при отключении питания.

В 1988 году корпорация Tandy приобрела GRiD.
Компания AST Computer приобрела Grid Systems Corporation, которая затем была приобретена компанией Samsung. В настоящее время бренд Grid-компьютеров все еще существует как Grid Defense Systems Ltd. в Соединенном Королевстве.